# Улица Степана Разина (Казань)
Улица Степана Разина (тат. Степан Разин урамы, Stepan Razin uramı) — улица в Советском районе Казани, в историческом районе Клыковка. Названа в честь Степана Разина, предводителя крестьянской войны 1670–1671 годов.

## География
Начинаясь от перекрёстка с Гвардейской улицей, заканчивается у дома № 6 по улице Макаренко. Ближайшая параллельная улица ― Наки Исанбета.

## История
Возникла до революции на Клыковской стройке как две отдельные улицы: Корниловская (Кольцовская) и Односторонка Кирпично-Заводской. Протоколом Ново-Клыковского сельсовета № 12/2 от 14 октября 1922 года они были объединены в улицу Стеньки Разина..
По состоянию на вторую половину 1930-х годов, на улице имелось около 40 домовладений: №№ 1–19, 23–33 по нечётной стороне и №№ 2–28, 32–44 по чётной стороне, все частные. На тот момент улица начиналась недалеко от улицы Красной Позиции и пересекала улицы Авиахима, Хозяйственная, Кукморская и Клыковская.
Застройка улицы домами, преимущественно малоэтажными сталинками, происходила в 1950-х – начало 1960-х годов, значительная их часть являлась ведомственными. Немногим позже, вся застройка улицы западнее Гвардейской улицы была снесена, попав в зону многоэтажной застройки микрорайона № 2 Советского района, и на этом отрезке она перестала существовать. В начале XXI века были снесена и часть малоэтажных сталинок 
После вхождения Клыковской стройки в состав Казани, административно относилась к 3-й городской части. После введения в городе деления на административные районы входила в состав Бауманского (до 1935) и Советского (до 1957 года Молотовского, с 1935) районов.

## Объекты
- № 37, 39, 41 ― жилые дома завода резино-технических изделий.[18]
- № 43/1 (снесён) ― жилой дом речного порта.[18]
- № 48 ― жилой дом КЭЧ Казанского района.[19]
- № 50 — жилой дом Казанского госуниверситета.[18]
- № 52 ― жилой дом треста «Казгордорстрой».[20]

## Транспорт
Общественный транспорт по улице не ходит. Ближайшие остановки общественного транспорта — «Кафе „Сирень“» и «Аделя Кутуя» (автобус, троллейбус, трамвай), обе на Гвардейской улице. 

## Известные жители
- В доме № 50 проживал этнограф Евгений Бусыгин.[21]